# Ismarus longicornis
Ismarus longicornis är en stekelart som först beskrevs av Thomson 1858.  Ismarus longicornis ingår i släktet Ismarus, och familjen hyllhornsteklar. Arten är reproducerande i Sverige.